# Mylothris yulei
Mylothris yulei är en fjärilsart som beskrevs av Butler 1897. Mylothris yulei ingår i släktet Mylothris och familjen vitfjärilar. Inga underarter finns listade i Catalogue of Life.

## Bildgalleri

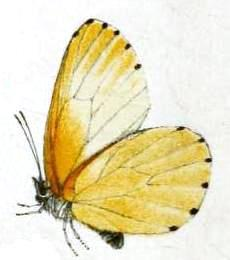
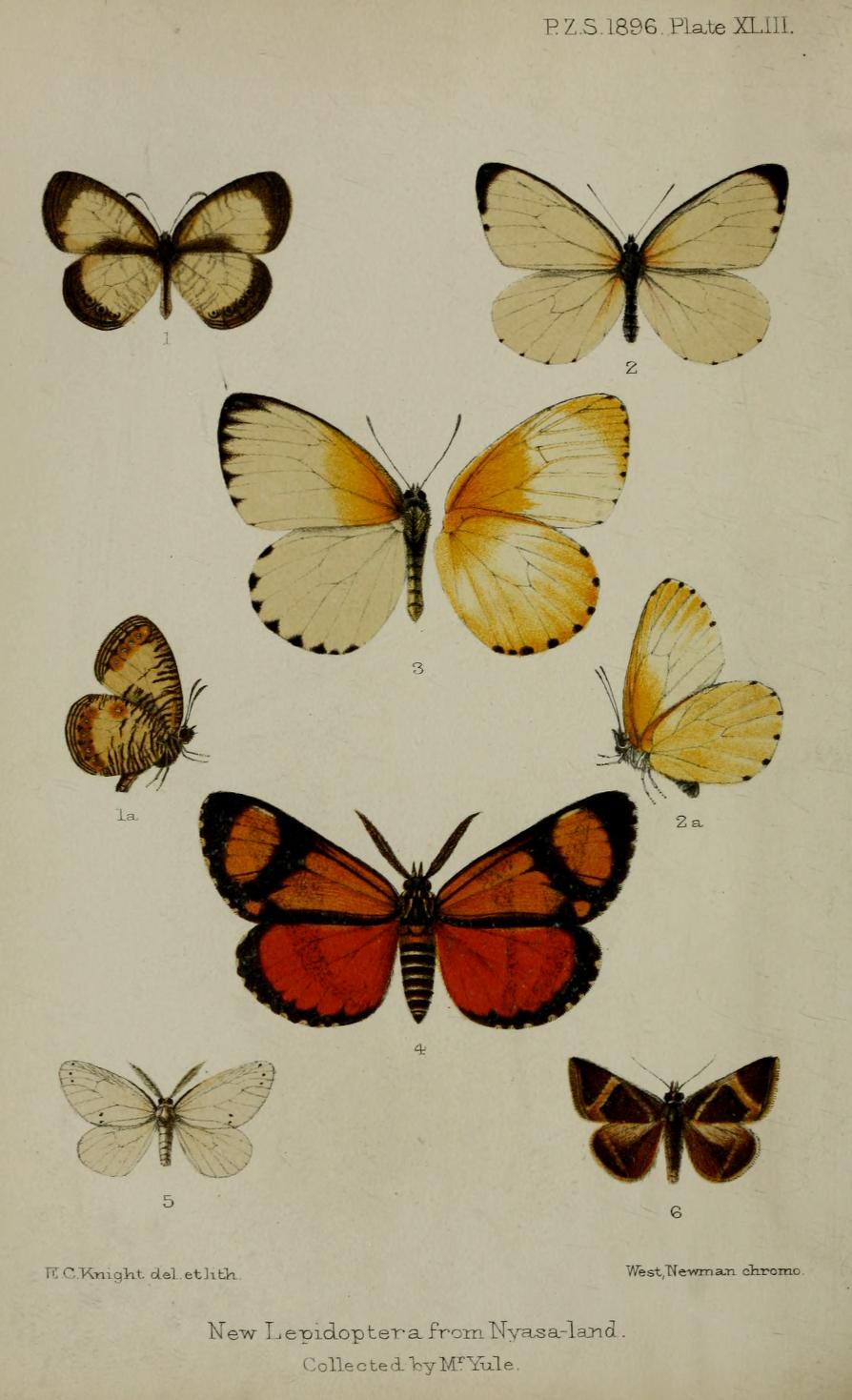